# 似毛鼻副平鰭鮠
似毛鼻副平鰭鮠，為輻鰭魚綱鯰形目平鰭鮠科的其中一種，為熱帶淡水魚，分布於非洲塞內加爾、幾內亞、賴比瑞亞、獅子山及幾內亞比索淡水流域，體長可達5.9公分，棲息在底層水域，生活習性不明。

## 擴展閱讀
維基物種上的相關：似毛鼻副平鰭鮠